# Polska na Mistrzostwach Świata w Biegach Przełajowych 2010
Reprezentacja Polski na mistrzostwa świata w biegach przełajowych 2010 liczyła 24 zawodników. 

## Wybór zawodników
Krajowymi eliminacjami do mistrzostw świata w przełajach były rozegrane 14 marca 2010 w Bydgoszczy mistrzostwa Polski seniorów i juniorów w biegach przełajowych. Prawo występu na mistrzostwach świata miała pierwsza "6" z każdego biegu długiego (12 km w przypadku seniorów, 8 km dla seniorek  i juniorów oraz 6 km juniorek). Ze startu na mistrzostwach świata zrezygnowali: mistrz Polski na 12 kilometrów – Marcin Chabowski, który miał od dawna zaplanowany start w półmaratonie, dokładnie w dniu rozgrywania mistrzostw świata w przełajach oraz srebrna medalistka biegu na 8 kilometrów wśród kobiet, była rekordzistka świata w biegu na 3000 metrów z przeszkodami – Justyna Bąk. Ich miejsce w składzie reprezentacji zajęli Ci, którzy na mistrzostwach kraju zajęli 7. lokaty – Tadeusz Zblewski oraz Mariola Konowalska. To właśnie Konowalska, jako jedyna z reprezentantów Polski miała już za sobą start w mistrzostwach świata w przełajach w gronie seniorów (83. lokata w 2009), Gardzielewski i Zalewski mieli za sobą występy na mistrzostwach świata w biegach przełajowych, jednak w kategorii juniorów, pozostali Polacy debiutowali na tej imprezie.

## Rezultaty reprezentantów Polski
- Seniorzy
  - Błażej Brzeziński – 104. miejsce
  - Jarosław Cichocki – 108. miejsce
  - Arkadiusz Gardzielewski – 76. miejsce
  - Kamil Poczwardowski – 89. miejsce
  - Krystian Zalewski – 107. miejsce
  - Tadeusz Zblewski – 115. miejsce
  - Drużyna seniorów (Arkadiusz Gardzielewski, Kamil Poczwardowski, Błażej Brzeziński oraz Krystian Zalewski) – 18. miejsce

- Seniorki
  - Agnieszka Ciołek – 61. miejsce
  - Aleksandra Jawor – 64. miejsce
  - Agnieszka Jerzyk – 70. miejsce
  - Mariola Konowalska – nie ukończyła
  - Katarzyna Kowalska – 36. miejsce
  - Iwona Lewandowska – 76. miejsce
  - Drużyna seniorek (Katarzyna Kowalska, Agnieszka Ciołek, Aleksandra Jawor oraz Agnieszka Jerzyk) – 12. miejsce

- Juniorzy
  - Krzysztof Hammer – 95. miejsce
  - Bartosz Karoń – 109. miejsce
  - Tomasz Kawik – 106. miejsce
  - Marek Kowalski – 72. miejsce
  - Mateusz Maik – 105. miejsce
  - Marek Skorupa – 82. miejsce
  - Drużyna juniorów (Marek Kowalski, Marek Skorupa, Krzysztof Hammer oraz Mateusz Maik) – 17. miejsce

- Juniorki
  - Izabela Dziedziech – 76. miejsce
  - Paulina Furmańska – 85. miejsce
  - Aleksandra Gierat – 49. miejsce
  - Paula Kopciewska – 48. miejsce
  - Lena Płaczek – 80. miejsce
  - Monika Suchar – 62. miejsce
  - Drużyna juniorek (Paula Kopciewska, Aleksandra Gierat, Monika Suchar oraz Izabela Dziedziech) – 11. miejsce